# Wiśniewo (Powiat Mławski)
Wiśniewo (dt. Kirschenheim (1943–1945)) ist ein Dorf und Sitz der gleichnamigen Gemeinde im Powiat Mławski der Woiwodschaft Masowien, Polen.

## Gemeinde
Zur Landgemeinde (gmina wiejska) Wiśniewo gehören 16 Ortschaften mit einem Schulzenamt (sołectwo):
Bogurzyn
Bogurzynek
Głużek
Korboniec
Kosiny Bartosowe
Kosiny Kapiczne
Kowalewo
Modła
Nowa Otocznia
Podkrajewo
Stara Otocznia
Stare Kosiny
Wiśniewko
Wiśniewo
Wojnówka
Żurominek
Weitere Orte der Gemeinde sind Halinowo und Janin.